# Anthenea diazi
Anthenea diazi is een zeester uit de familie Oreasteridae.
De wetenschappelijke naam van de soort werd in 1969 gepubliceerd door Domantay.